# Elmar Mittler

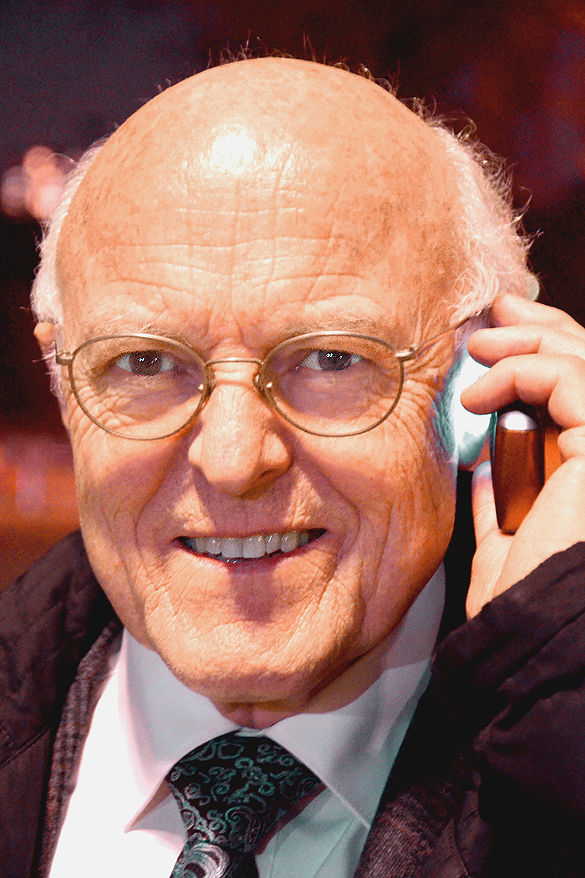
Der Bibliothekar Elmar Mittler Ende Oktober 2015 unterwegs mit Handy; zur 350-Jahr-Feier der Leibniz-Bibliothek und Verabschiedung seines Kollegen Georg Ruppelt

Elmar Jakob Nikolaus Mittler (* 8. Mai 1940 in Andernach am Rhein) ist ein deutscher Bibliothekar und emeritierter Professor für Buch- und Bibliothekswissenschaften. Er war Direktor der Badischen Landesbibliothek in Karlsruhe, der Universitätsbibliothek Heidelberg und der Niedersächsischen Staats- und Universitätsbibliothek Göttingen.

## Leben
Elmar Mittler studierte Germanistik und Geschichte zunächst an der Rheinischen Friedrich-Wilhelms-Universität Bonn und dann an der Albert-Ludwigs-Universität Freiburg. Nach seinem Abschluss im Jahr 1964 mit dem Staatsexamen und seiner Promotion im Jahr 1966 begann Mittler die Ausbildung für den Bibliotheksdienst an der Universitätsbibliothek Freiburg und legte im Frühjahr 1968 die Prüfung für den höheren Dienst an wissenschaftlichen Bibliotheken ab. Bis 1974 arbeitete er an der Universitätsbibliothek Freiburg und leitete dann bis 1979 die Badische Landesbibliothek in Karlsruhe, wo er die Grundlagen für ihren Neubau schuf, und anschließend von 1979 bis 1990 die Universitätsbibliothek Heidelberg, wo er die Sanierung des Historischen Gebäudes und den Bau des Tiefmagazins sowie die Ausstellungen „Bibliotheca Palatina“ (1986) und „Codex Manesse“ (1988) organisierte. Von 1990 bis 2006 war Mittler Direktor der Niedersächsischen Staats- und Universitätsbibliothek Göttingen. Während dieser Zeit fanden der Umzug der Bibliothek in den 1993 eröffneten Neubau auf dem Campus der Universität und die 2006 abgeschlossene Sanierung der heute als Ausstellungs- und Veranstaltungsraum dienenden Paulinerkirche sowie des historischen Gebäudes der Bibliothek statt.
Von 1985 bis 2013 lehrte Mittler als Honorarprofessor am Institut für Buchwissenschaft der Universität Mainz; im Jahr 2002 wurde er zum Professor für Buch- und Bibliothekswissenschaften an der Universität Göttingen berufen.
Nach der Wiedervereinigung war er in seiner Funktion als erster Sprecher der neu gegründeten Bundesvereinigung Deutscher Bibliotheksverbände (1989 bis 1994) maßgeblich an dem Zusammenschluss mit dem Bibliotheksverband der DDR im Deutschen Bibliotheksverband (DBV) beteiligt, der auf der gemeinsamen Mitgliederversammlung am 28. Februar 1991 in Göttingen vollzogen wurde. In der Bund-Länder-Arbeitsgruppe Bibliothekswesen konnte er Weichen für den Wiederaufstieg der Bibliotheken der neuen Länder stellen. Von 1994 bis 2000 war Mittler Mitglied des Bibliotheksausschusses der Deutschen Forschungsgemeinschaft. Von 1999 bis 2002 war er Präsident der Ligue des Bibliothèques Européennes de Recherche (LIBER), dem Zusammenschluss der europäischen Forschungsbibliotheken. In dieser Zeit gründete er in Kooperation mit der amerikanischen Association of Research Libraries (ARL) SPARC Europe, die eine führende Rolle bei der Transformation der wissenschaftlichen Daten und Publikationen zu open access spielt. Die von ihm 1980 neu initiierte und bis 2005 geleitete LIBER architecture group hat wesentliche Impulse für den Bibliotheksbau in Europa gegeben. Von 2007 bis 2012 war Mittler Chairman von CERL, dem Consortium of European Research Libraries. Seit 2019 ist er 1. Vorsitzender der Universität des Dritten Lebensalters (UDL) Göttingen.
In besonderem Maße setzte Mittler sich während seiner Zeit als Direktor der SUB Göttingen für die digitale Mediennutzung ein. So war er an der Übernahme der in den Niederlanden von OCLC PICA entwickelten Bibliothekssoftware PICA im Gemeinsamen Bibliotheksverbund (GBV) und dem Aufbau der Verbundzentrale des GBV in Göttingen führend beteiligt. In dem während seiner Amtszeit gegründeten Göttinger Digitalisierungszentrum (GDZ) wurde im Jahr 2000 die weltweit erste Digitalisierung einer Gutenberg-Bibel ins Internet gebracht. Im Jahr 2001 wurde unter seiner Führung die Deutsche Initiative für Netzwerkinformation (DINI) gegründet, ein deutschlandweiter Zusammenschluss der Informationsserviceeinrichtungen, Bibliotheken, Rechenzentren, Medienzentren und Instituten an Forschungs- und Bildungseinrichtungen sowie Fachgesellschaften. 2003/2004 konnte er als Vorsitzender der Evaluationskommission des Instituts für Bibliotheks- und Informationswissenschaft IBI der Humboldt-Universität zu Berlin wesentlich zu dessen weiterem Bestehen und seiner Neuausrichtung beitragen.
2005/2006 war Mittler gemeinsam mit Rainer Kuhlen Sprecher des 2004 gegründeten Aktionsbündnisses „Urheberrecht für Bildung und Wissenschaft“, das sich für den freizügigen Zugriff auf publiziertes Wissen gemäß den Erfordernissen von Bildung und Wissenschaft einsetzt. Seine Verbundenheit mit den Ideen freier Inhalte dokumentierte er im Jahr 2006, als – von ihm gefördert – die weltweit erste Wikipedia Academy an der Göttinger Universitätsbibliothek stattfand. Seit seinem Ausscheiden aus dem aktiven Bibliotheksdienst hat er seine Lehraktivitäten an der Georg-August-Universität Göttingen, der Humboldt-Universität Berlin und der Johannes-Gutenberg-Universität Mainz (bis 2012) intensiviert. 2010 wurde er zum Gutenberg Research fellow berufen. In der Bibliotheksforschung setzte er in den letzten Jahren besondere Akzente bei der Entwicklung einer anthropologischen Bibliotheksgeschichte.
Elmar Mittler ist verheiratet mit der Flötistin Uta Mittler und der Vater von Barbara Mittler, Professorin für Sinologie an der Universität Heidelberg, und von Daniel Mittler, zwischen 2010 und 2021 Politischer Direktor von Greenpeace International.

## Auszeichnungen
- 1987: Bundesverdienstkreuz am Bande
- 2000: Ehrendoktorwürde der Universität Sorbonne in Paris
- 2005: Bundesverdienstkreuz 1. Klasse
- 2010: Ehrendoktorwürde der Humboldt-Universität zu Berlin[4]